# 龙云镇
龙云镇，是中华人民共和国四川省南充市蓬安县曾经下辖的一个镇。2019年10月，撤销高庙乡、龙云镇、群乐乡，将其所属行政区域划归巨龙镇管辖。

## 行政区划
龙云镇撤销前下辖以下地区：
龙云社区、雷家坝村、大石坪村、乌山梁村、龙云寺村、梅子垭村、李家坪村、梅家寨村、柳树垭村、迎风山村和板桥子村。